# Uysanus bistigma
Uysanus bistigma är en insektsart som beskrevs av Medler 1988. Uysanus bistigma ingår i släktet Uysanus och familjen Flatidae. Inga underarter finns listade i Catalogue of Life.